# Jan Masaryk
Jan Garrigue Masaryk (Prága, 1886. szeptember 14. – Prága, 1948. március 10.) csehszlovák diplomata, politikus, külügyminiszter. 

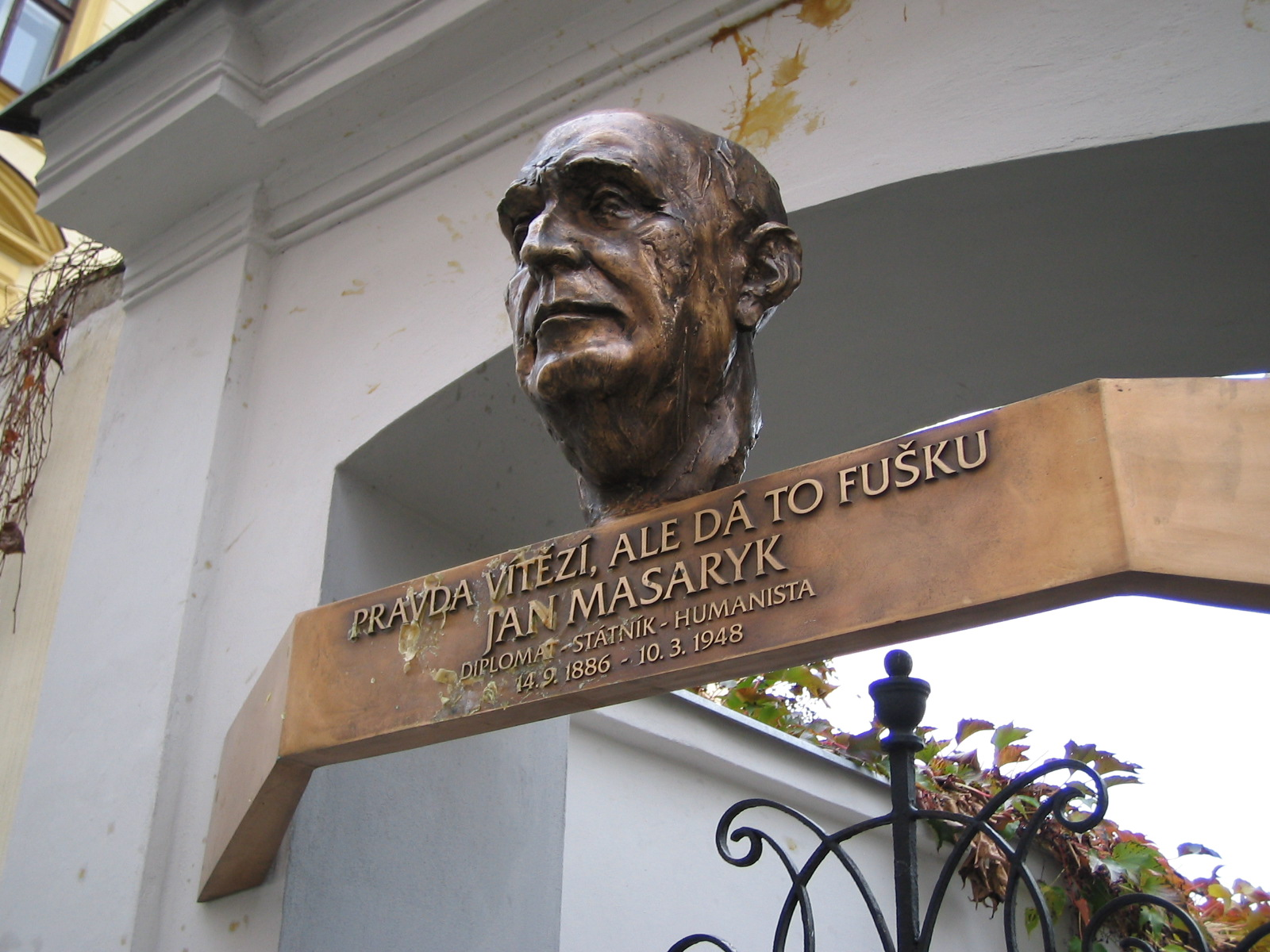
Emlékmű Prágában

## Életpályája
Apja Tomáš Garrigue Masaryk professzor, politikus, aki Csehszlovákia egyik alapítója, és első köztársasági elnöke volt. Édesanyja, az amerikai Charlotte Garrigue. Masaryk Prágában, majd Amerikában nevelkedett. Középiskolai tanulmányait elhanyagolta, a főiskolait pedig be sem fejezte.1913-ban hazatért, és az első világháború ideje alatt az osztrák–magyar hadseregben szolgált. Diplomáciai karriert futott be. Diplomataként mutatott némi rátermettséget, nem volt azonban alkalmas a kiélezett, konfliktusos helyzetek kezelésére. Londoni száműzetése közben a második világháború alatt (ebben az időben Šrámek száműzött kormányának külügyminisztere volt) arról álmodozott, hogy valahol Londonban egy kisvendéglőt nyit. A kormány üléseiről gyakran hiányzott, hosszú hónapokat töltött az Egyesült Államokban, munkáját ezen idő alatt másoknak kellett elvégezniük.
1945-ben ez a korpulens, nem túlságosan harcias ember hirtelen Rettegett Iván világába került. Végül mindig azt tette, amit az oroszok akartak tőle, (a tiltakozásnak jelét sem mutatta például, amikor a Marshall-segélyt kellett visszautasítani), helyzetét ugyanakkor kissé cinikusan és sajátos távolságtartással kommentálta.  Magánkörben jelentette ki állítólag 1947-ben egy moszkvai út után, mikor Sztálin a Marshall-segély visszautasítására kötelezte a cseh kormányt: Moszkvába mint szabad miniszter repültem és Sztálin szolgájaként tértem vissza. Az egyik cseh újság megjegyezte, hogy ez tévedés, hiszen Masaryk már Moszkvába is mint Sztálin szolgája utazott, csak még nem tudott róla.
Népszerűsége a londoni és New York-i szalonokban rohamosan csökkent. Egy jelentős amerikai publicista 1947-ben már csak „egy viccelődő kövér úr“-ként írt róla. A kormánybeli kiélezett szavazásokon rendre a mellékhelyiségre távozott, nem szerette a konfliktusokat. Polgári táborbeli kollégái nem bíztak benne túlságosan, 1948 februárjában nem is értesítették arról, hogy be kívánják adni lemondásukat. Masaryk elfogadta a külügyminiszteri posztot Gottwald új kormányában, nyilvánosan megerősítette, hogy örömmel vesz részt továbbra is a kormányzásban. A Washington Post ezt ezekkel a szavakkal illette: „...csak néhány nem kommunista vezető mutatott bátorságot. Nem tartozott közéjük Jan Masaryk, a New York-i szalonok kedvence, aki talán a legpiszkosabb erkölcsi játékot játszotta mind között.“
1948. március 10-én a csehszlovák külügyminiszter máig nem tisztázott módon kizuhant irodája ablakán. Ezt az eseményt „harmadik defenesztrációként” tartják számon Prágában. Elkeseredett vitákat folytattak arról, hogy öngyilkos lett-e vagy megölték. A lényeg az, hogy a gyakorlatban segítette a kommunistákat annak az illúziónak a megteremtésében, hogy a diktatúrájuk bevezetése Csehszlovákiában sima és törvényes volt.
Jan Garrigue Masaryk aktív szabadkőműves volt, valószínűleg ebből fakadhat az a közkeletű tévedés, hogy apja, Tomáš Masaryk szabadkőműves lett volna.